# Douglas A-20 Havoc
El Douglas A-20 Havoc és un bombarder mitjà nord-americà, avió d'atac, incursor nocturn, caça nocturn i avió de reconeixement de la Segona Guerra Mundial.
Dissenyat per complir els requisits del Cos Aeri de l'Exèrcit dels Estats Units (USAAC) per a un bombarder, va ser ordenat per França per a la seva força aèria abans que l'USAAC decidís que també complia amb els seus requisits. Els DB-7 francesos van ser els primers a veure combat; després de la caiguda de França, el bombarder va servir amb la Royal Air Force sota la denominació de Boston. A partir de 1941, les versions de caces nocturns i incursors van rebre el nom de servei Havoc. El 1942, els A-20 de l'USAAF van entrar en combat al nord d'Àfrica.
Va servir amb diverses forces aèries aliades, principalment les Forces Aèries de l'Exèrcit dels Estats Units (USAAF), les Forces Aèries Soviètiques (VVS), l'Aviació Naval Soviètica (AVMF) i la Royal Air Force (RAF) del Regne Unit. Es van construir un total de 7.478 avions, dels quals més d'un terç van servir amb unitats soviètiques. També va ser utilitzat per les forces aèries d'Austràlia, Sud-àfrica, França i els Països Baixos durant la guerra, i pel Brasil després.
A la majoria de les forces aèries de la Commonwealth britànica, les variants dels bombarders eren conegudes com a Boston, mentre que les variants de caça nocturn i incursor es deien Havoc. L'excepció va ser la Royal Australian Air Force, que va utilitzar el nom de Boston per a totes les variants. La USAAF va utilitzar la designació P-70 per referir-se a les variants dels caces nocturns.

## Disseny i desenvolupament
El març de 1936, un equip de disseny encapçalat per Donald Douglas, Jack Northrop i Ed Heinemann va produir una proposta (7A) per a un avió de reconeixement/bombarder impulsat per un parell motors radials de 9 cilindres Pratt & Whitney R-985 Wasp Junior. Es va estimar que podia arribar a 250 mph (400 km/h) amb una càrrega de bombes de 680 lliures (310 kg.) Els informes sobre el rendiment dels avions de la Guerra Civil espanyola van indicar que aquest disseny seria seriosament insuficient i es va cancel·lar.
El 1937, el Cos Aeri de l'Exèrcit dels Estats Units (USAAC) va publicar una nova especificació per a un avió d'atac. Per complir amb aquest requisit, l'equip de Douglas, ara encapçalat per Heinemann, va desenvolupar el Model 7B, amb un disseny similar al 7A, però amb motors radials de 14 cilindres Pratt & Whitney R-1830-S3C3-G Twin Wasp i amb una càrrega de bombes de fins a 2.000 lliures (910 kg). Va enfrontar-se a la competència del North American NA-40, el Stearman X-100, el Martin 167F i un disseny no construït de Bell Aircraft, el Model 9. L'Air Corps va convidar les cinc empreses a construir prototips pel seu compte i a presentar ofertes segellades per a la producció dels seus avions.
El prototip Model 7B va fer el seu primer vol el 26 d'octubre de 1938. El model va cridar l'atenció d'una Comissió de Compres francesa que visitava els Estats Units. Els francesos van participar discretament en les proves de vol, per no atreure les crítiques dels aïllacionistes nord-americans. El Model 7B es va estavellar el 23 de gener de 1939 mentre demostrava el rendiment d'un sol motor, matant el pilot de proves i ferint greument un observador francès a bord de l'avió. La presència d'un estranger en un vol de prova d'un avió encara en desenvolupament va provocar un escàndol a la premsa. Malgrat l'accident, els francesos van quedar prou impressionats com per fer una comanda de 100 avions el 15 de febrer de 1939 i, després, una comanda de 170 més l'octubre de 1939.
Com a resultat de la comanda francesa, Heinemann va dur a terme un altre redisseny important de l'avió. Tot i que el disseny de les ales no va canviar en gran manera, el disseny revisat tenia un nou fuselatge més profund però més estret, que acomodava una tripulació de tres persones: un pilot, un bombarder i un artiller. L'ala estava muntada més baixa que en el Model 7B, mentre que els motors, els R-1830-SC3-G de 1.000 CV (750 kW), estaven muntats en góndoles penjades sota les ales. La càrrega de bombes normal era de 1.410 lliures (640 kg), o 1.800 lliures (800 kg) en condicions de sobrecàrrega, amb un armament defensiu de metralladores MAC 1934 de 7,5 mm individuals en muntatges dorsal i ventral i quatre canons de tir cap endavant fixos al morro. L'avió revisat, el DB-7, va volar per primera vegada el 17 d'agost de 1939.
El 1939, l'USAAC va decidir que el nou bombarder era el millor situat per complir els seus requisits per a un bombarder d'atac, que s'havien actualitzat el 1938 dels que van donar lloc al Model 7B, i el juny de 1939, va demanar 186 avions propulsats per motors Wright R-2600 Twin Cyclone, sota les designacions A-20 i A-20A . Aquests tenien una cua vertical més gran per fer front a l'augment de potència dels motors Wright, tenien un morro més llarg per donar més espai al bombarder/navegador i transportaven més combustible. Els avions propulsats pels motors R-2600 també es van ser populars per a l'exportació, ja que França va demanar 100 DB-7A propulsats per l'R-2600 però amb el morro curt del DB-7 l'octubre de 1939, i 480 DB-73 de morro llarg, equivalents al A-20A, l'abril de 1940 i Gran Bretanya va demanar 300 DB-7B, equivalents a l'A-20A al febrer i abril de 1940.